# 秘魯—越南關係
秘越关系（西班牙語：Relaciones Perú-Vietnam）是指秘鲁和越南之間的雙邊關係。不結盟運動、77國集團、東亞－拉丁美洲合作論壇、亚太经合组织以及跨太平洋夥伴全面進展協定的正式成员国。

## 政治交流
冷战时期的秘鲁长期奉行反共主义，與越南民主共和国及其继承者越南社会主义共和国等共产主义国家甚少有贸易往来，当时的秘鲁仅与越南共和国维持外交关系，直至1975年南越覆亡為止。:5冷战结束后，亚裔政治家阿爾韋托·藤森出任秘鲁总统，开始加强与亚太诸国的双边关系，其后，秘鲁亦于1994年11月14日与越南建立外交关系。此后两国关系友好发展。随着1998年两国相继加入亞太經濟合作會議以及藤森总统访问越南，越南與秘鲁的雙邊合作關係也得到了極大地促進发展。

### 外交机构
秘魯在两国建交之初曾以曼谷的秘鲁驻泰国大使馆作為對越聯絡機構，2013年，秘鲁在河内设立驻越南大使馆。2014年，派遣常驻大使。
 越南暂未在秘鲁设立大使馆，对秘鲁的相关事务由越南驻巴西大使馆兼轄。越南也在利马设有名誉领事，以维持双边关系。越南政府正在考虑开设驻秘鲁常任大使馆。

## 旅行与签证

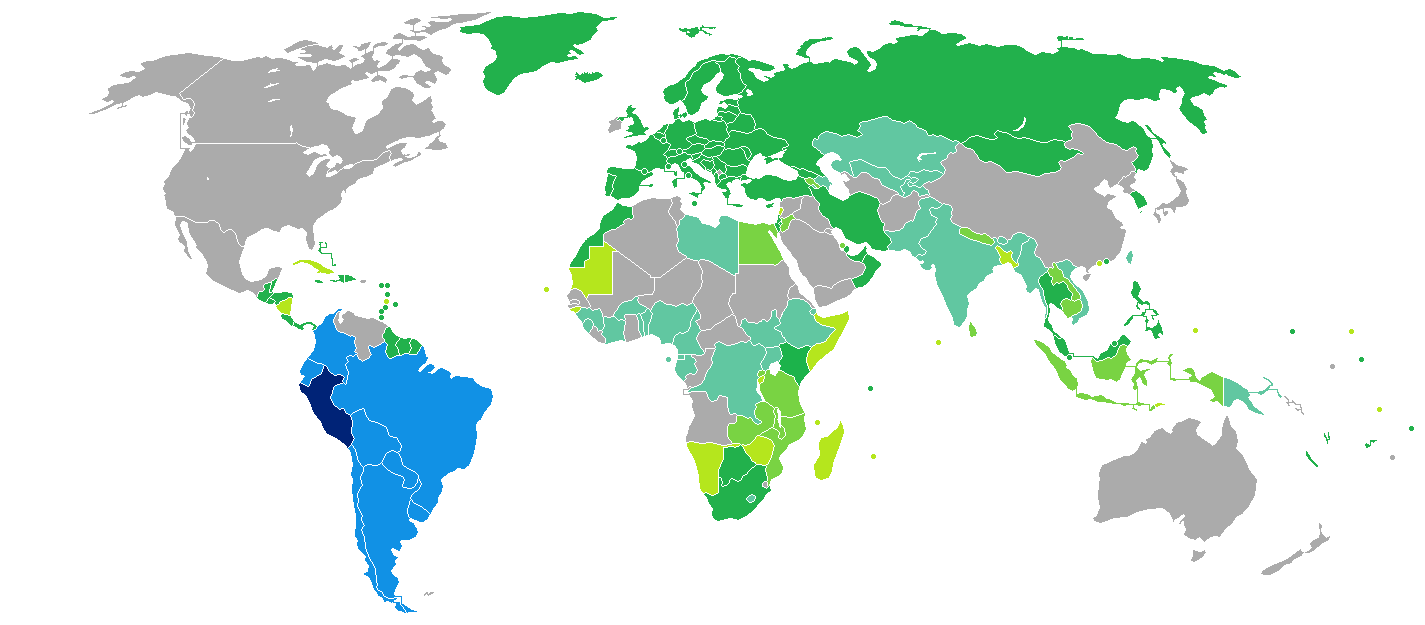
持秘魯護照的秘鲁公民可以電子簽證的方式入境越南。

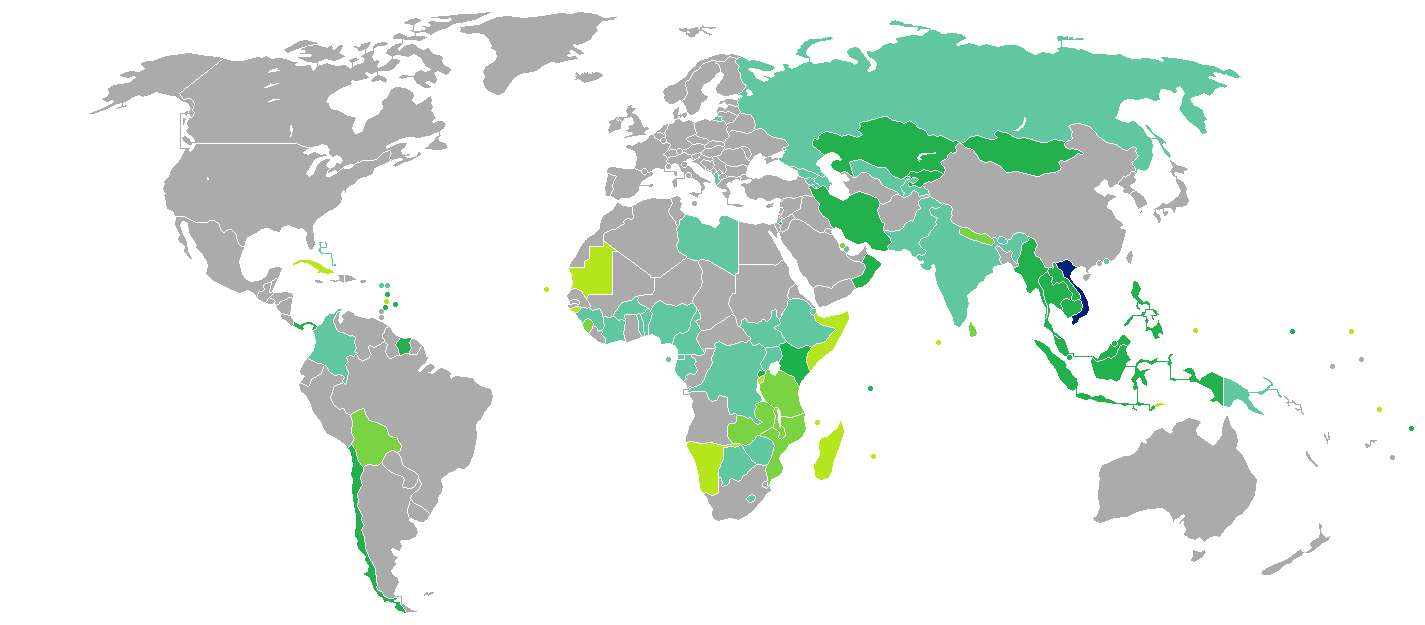
持越南護照的越南公民需要提前申请签证方可入境秘鲁。

### 簽證
兩國公民皆須申請簽證方可入境對方國家。持秘魯護照的秘鲁公民可以申請電子簽證入境越南，停留不超過30天。若前往富国岛，可在岛上免签证停留30天。若秘鲁公民同时持有亞太經合會商務旅行卡，且該卡片為越南政府所認可（卡片背面「可通行國家（Valid For）」標記有“VNM”字樣）者，亦視同持用有效簽證，可以免签证入境越南60天。
越南公民如持越南護照及亞太經合會商務旅行卡，且該卡片為秘鲁政府所認可（卡片背面「可通行國家（Valid For）」標記有“PER”字樣）者，亦視同持用有效簽證，以商務為目的也可以免签证入境秘鲁90天。

## 经济

### 贸易
越南、秘鲁两国政府已经协议成立了越南与秘鲁政府间经济技术合作联合委员会。
近年来，越南、秘鲁雙邊貿易保持增長勢頭，2015年，双边贸易总额超过3億美元，其中越南出口2.419億美元，越南主要向秘魯出口大米、鞋類、生橡膠、電子產品及零部件、服裝和塑料製品等。越南从秘鲁進口近5970萬美元，主要進口魚粉、魚油、腈綸、加工原料等产品。

### 投资

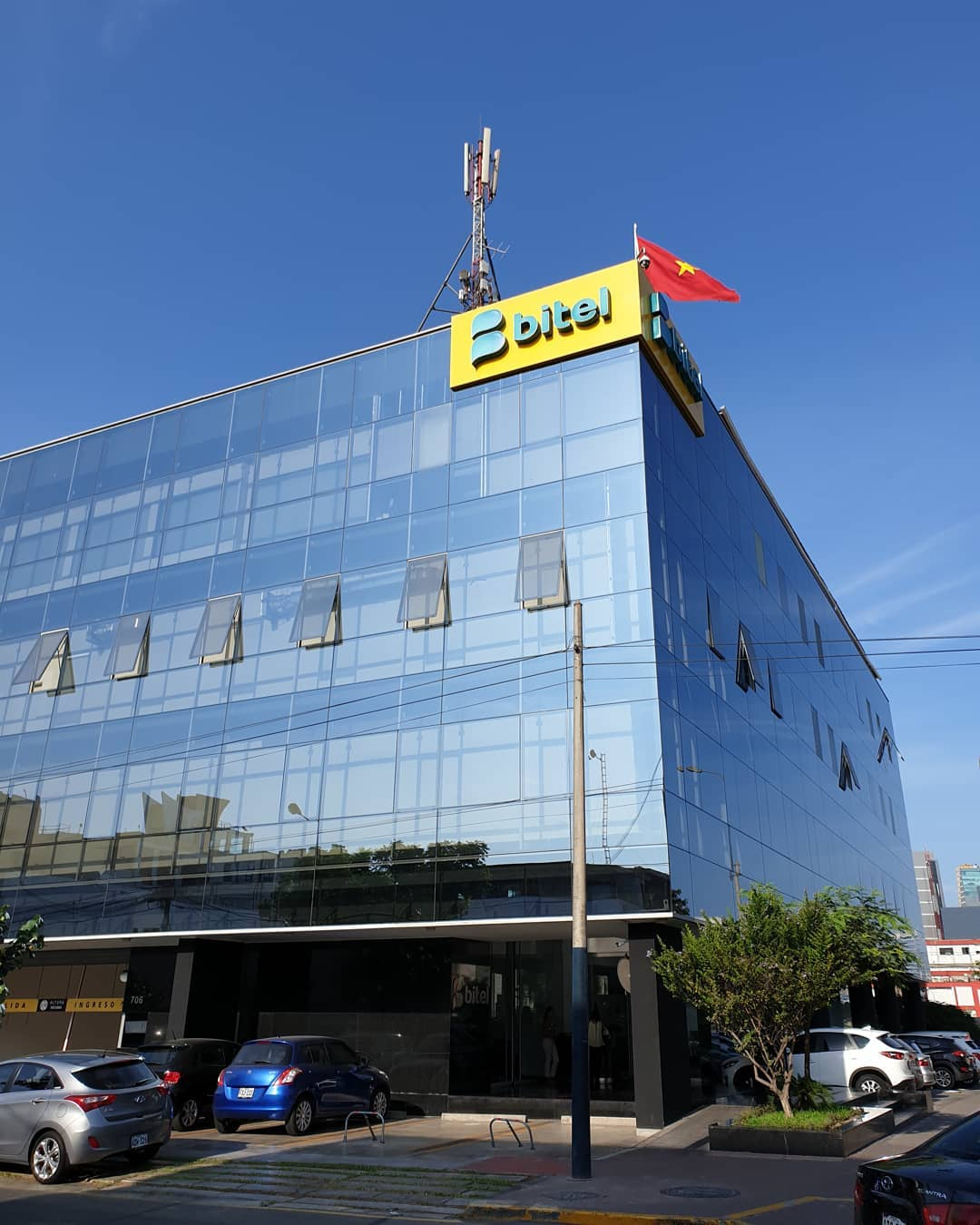
位于秘鲁首都利马圣伊西德罗区的Bitel公司总部

两国在农业、工农业、水产养殖业、石油开采产业等领域的相互投资额不断增加。越南軍用電子電信已于2014年在秘鲁设立了移动公司Bitel，目前已经可以为秘鲁用户提供5G服务，该公司设立子公司的各国家中，秘鲁是第一个GDP高于越南的国家。

### 会展
2015年，秘鲁驻越南大使馆在河内举办研讨会，向越南市场推介了印加萝卜、藜麦等秘鲁农产品。2018年，越南开放秘鲁葡萄进口，同年3月，秘鲁大使馆在河内举行了“秘鲁葡萄周”。

## 文化交流
自2014年起，秘鲁大使馆开始在河内、胡志明市等城市举办“秘鲁传统菜肴烹饪培训班”。此外，自2013年以来，秘鲁也参加了历届在越南举办的拉丁美洲电影节。

## 外部連結
| - 越南外交部－秘魯共和國簡介 （页面存档备份，存于） | - 秘鲁驻越南大使馆 （页面存档备份，存于） |